# Maja Adam Ilić
Maja Adam Ilić (serbisch-kyrillisch Маја Адам Илић; * 23. April 1979 in Belgrad, Jugoslawien, geboren als Maja Ilić) ist eine serbische Volleyballspielerin.

## Karriere
Maja Adam Ilić spielte bis 2001 Volleyball in ihrer Heimatstadt bei OK Roter Stern Belgrad. Anschließend wechselte sie nach Slowenien zu Nova KBM Branik Maribor, mit dem sie 2002 slowenischer Meister und Pokalsieger sowie 2003 slowenischer Vizemeister und Pokalsieger wurde. Von 2003 bis 2011 spielte die Mittelblockerin beim deutschen Bundesligisten VfB 91 Suhl. Hier belegte sie 2007 und 2011 Platz 3 in der Bundesliga, gewann 2008 den DVV-Pokal und erreichte 2010 und 2011 erneut das Pokalfinale. Außerdem belegte sie in den Ranglisten des deutschen Volleyballs jahrelang vorderste Plätze in der Kategorie Block.
Maja Adam Ilić spielte 85 mal für Jugoslawien bzw. Serbien und Montenegro.